# Echinogammarus sardus
Echinogammarus sardus is een vlokreeftensoort uit de familie van de Gammaridae. De wetenschappelijke naam van de soort is voor het eerst geldig gepubliceerd in 1993 door Pinkster.